# Ino (grekisk mytologi)
Ino var i grekisk mytologi dotter till Kadmos i Thebe och gift med kung Athamas i Orchomenos. Då Athamas i ett anfall av vansinne dödade sin och Inos son Learchos, kastade sig Ino med sin andre son, Melikertes, i havet. Båda blev dyrkade som välvilliga och hjälpsamma havsgudomligheter under namn av Leukothea och Palaimon.